# Gulf Oil
A Gulf Oil foi uma importante empresa petrolífera global em operação de 1901 a 1985. Oitava maior empresa americana de manufatura em 1941 e nona maior em 1979, a Gulf Oil era uma das Sete Irmãs.
Antes de sua fusão com a Standard Oil of California, a Gulf era um dos principais instrumentos da fortuna da família Mellon; tanto a Gulf quanto a Mellon Financial tinham suas sedes em Pittsburgh, Pensilvânia, sendo que a sede da Gulf, a Gulf Tower, era o edifício mais alto de Pittsburgh até a conclusão da U.S. Steel Tower.
A Gulf Oil Corporation (GOC) deixou de existir como uma empresa independente em 1985, quando se fundiu com a Standard Oil of California (SOCAL), com ambas mudando a marca para Chevron nos Estados Unidos. No entanto, o nome da marca Gulf e algumas das divisões de negócios constituintes da GOC sobreviveram. A Gulf passou por um renascimento significativo desde 1990, emergindo como uma rede flexível de interesses comerciais aliados com base em parcerias, franquias e agências. O foco da empresa é principalmente o fornecimento de produtos e serviços downstream para um mercado de massa por meio de joint ventures, alianças estratégicas, acordos de licenciamento e acordos de distribuição.
A Gulf, em sua formação atual, é uma empresa da "nova economia", empregando pouquíssimas pessoas diretamente e com seus ativos principalmente na forma de propriedade intelectual: marcas, especificações de produtos e conhecimento científico. Os direitos da marca nos Estados Unidos são de propriedade da Gulf Oil Limited Partnership (GOLC) – que opera mais de 2.100 postos de serviço e vários terminais de petróleo –, fora dos Estados Unidos, Espanha e Portugal é da Gulf Oil International, empresa do Grupo Hinduja. Na Espanha e em Portugal, a marca Gulf é de propriedade da TotalEnergies.

## Histórico
Em 1901, a associação de um grupo (empreendedores, técnicos e financiadores) realizou a primeira descoberta de petróleo em grande volume da história. A Gulf tem sua origem em 1901, quando Anthony Lucas perfurou o primeiro poço de petróleo em Spindletop, no Texas, Estados Unidos. O poço de Spindletop jorrou às 10h30 da manhã de 10 de janeiro de 1901, dando início a uma produção de 100 mil barris de petróleo por dia e marcando o início da Idade do Petróleo. Assim, consolidou a formação daquela que viria a ser uma das chamadas "Sete Irmãs" do petróleo mundial: a Gulf Oil Corporation. A Gulf foi a primeira empresa a realizar a perfuração de um poço sobre lâmina d'água, em 1910. O sucesso de Spindletop imediatamente desencadeou um crescimento acelerado e resultados financeiros fantásticos que propiciaram à Gulf um ciclo virtuoso de investimentos, riscos e progressos.
Nos vinte anos que se seguiram a Spindletop, o crescimento da Gulf, propulsionado pelo financiamento do grupo Mellon, foi vertiginoso. A empresa expandiu suas atividades em todas as áreas dos Estados Unidos, além de ter entrado no México e na Venezuela. No Texas, tornou-se a maior produtora de óleos lubrificantes e construiu uma rede de oleodutos conectando as áreas de produção às suas refinarias em Port Arthur e Fort Worth, Texas (1911), Bayonne, Nova Jersey (1925), Filadélfia, Pensilvânia (1926), e Sweetwater, Texas (1928).
Em companhia das demais "irmãs" (Shell, Esso, Texaco, Chevron, British Petroleum e Mobil), a marca Gulf consolidou-se junto a consumidores do mundo inteiro, atuando na exploração, produção, transporte marítimo e terrestre, refino de petróleo, petroquímica, gás natural, produção e comercialização de combustíveis, lubrificantes e produtos automotivos e industriais derivados.
A Gulf foi a primeira marca de combustíveis a se preocupar prioritariamente com o conforto e atendimento direto ao consumidor final. Em 1913, inaugurou o primeiro posto de gasolina da história, em Pittsburgh, Pensilvânia. Até então, o que havia era o suprimento em tonéis para entrega a domicílio ou a compra em armazéns; ou ainda algumas bombas primitivas situadas junto à parede de estabelecimentos comerciais em plena rua. Desde 1917, a Gulf já produzia e distribuía aos seus clientes mapas rodoviários locais e brindes promocionais da marca. Foi a criadora do primeiro processo de craqueamento catalítico comercialmente viável, em 1918, o que inaugurou uma nova era no refino de petróleo mundial.
Em 1923, uma refinaria Gulf, em Port Arthur (Texas), inovou os processos de processamento e produção combinada de etileno e isoctil-alcool, um marco do desenvolvimento da indústria petroquímica. Dois anos mais tarde, a Gulf lança o "Gulf Pride", que se tornaria referência no mercado mundial de lubrificantes.
Posteriormente, a companhia inovou na utilização de técnicas de levantamentos aero-sísmicos no Mar do Norte, que vieram a contribuir na localização de submarinos durante a Segunda Grande Guerra, e inaugurou as operações mundiais de exploração comercial de urânio.
Impulsionada pelos sucessos exploratórios nos Estados Unidos, e com a abertura das frentes de investimento no Oriente Médio nos anos 20, a Gulf empreendeu as campanhas exploratórias pioneiras do Barém, Haça, Kuwait e Kuwait-Négede (Zona Neutra). Com o advento do "Acordo da Linha Vermelha" em julho de 1928, a Gulf Oil Corporation foi obrigada a abrir mão de suas concessões na Arábia Saudita em favor da Standard Oil Company of California (SOCAL), em troca de manter com os portfólios de Kuwait e de Barém, que permaneceram como sua principal área exploratória até o final dos anos 70.
Após ter superado a crise norte-americana de 1929, em meio a investimentos pesados na construção de três novas refinarias, a construção de um oleoduto ligando Oklahoma à Ohio, a compra de 450 postos de serviço e ter colocado seus petroleiros Gulfstream à disposição dos aliados durante as duas Grandes Guerras Mundiais, a Gulf ingressou na década de 50 com 32 mil acionistas e 42 mil empregados. Além da produção de petróleo e gás nos Estados Unidos, Venezuela, Kuwait e Canadá, operou 16 mil quilômetros de dutos e uma grande frota de super-petroleiros, obteve o controle de dez refinarias, 36 mil postos de serviço nos Estados Unidos e, aproximadamente, o mesmo número no exterior.
Em 1951, a Gulf possuía a maior unidade de craqueamento catalítico do mundo (em Port Arthur, Texas). Ao mesmo tempo em que desmontou três refinarias obsoletas nos Estados Unidos, a empresa expandiu as refinarias de Port Arthur e Filadélfia, modernizou Toledo e Cincinnati (Ohio), e adquiriu novas refinarias em Purvis (Mississippi), Santa Fe Springs (Califórnia) e Venice (Louisiana). Além disso, ingressou em refino de petróleo na Europa com a construção das refinarias de Milford Haven (País de Gales), Huelva (Espanha - 1968) e Milão, (Itália - 1969).
A Gulf foi uma das primeiras empresas a explorar petróleo nas águas do Golfo do México americano. No final da década de 60, a produção total da empresa (contabilizando Estados Unidos, Venezuela, Kuwait, Canadá, Nigéria, Cabinda, Equador, Colômbia e Bolívia) era de 1,45 milhões de barris por dia, com equivalente capacidade de refino de petróleo ao redor do mundo. Nesta época, a empresa atinge o número de 169 mil acionistas e 58 mil empregados em mais de 50 países, com suas 30 refinarias, figurando na liderança da produção mundial de combustíveis, produtos petroquímicos, plásticos e químico-agrícolas. Nos anos 60 e 70, a Gulf foi pioneira nas descobertas de petróleo e gás natural na Nigéria, Angola (Cabinda), Colômbia, Equador e Bolívia. Em 1968, o então maior super-petroleiro do mundo, Universe Ireland, de 312000 dwt, foi inaugurado para servir a Gulf. Em 1963, em Houston, Texas, a Gulf mais uma vez inovou ao inaugurar a "Gulf Minute", primeira loja de conveniência da história. Nos anos 70, a joint venture Gulf-Goodrich Chemicals foi pioneira na produção de borrachas sintéticas a partir de derivados de petróleo. Foi também a única empresa de petróleo a possuir postos revendedores em todos os estados americanos e canadenses desde 1966.
Em março de 1984, em meio à crise decorrente da nacionalização das reservas de petróleo no Oriente Médio, os acionistas votaram pela venda dos ativos norte-americanos (e refinarias) da Gulf Oil por 13,2 bilhões de dólares pela Chevron. A presença nos mercados da Europa, Oriente Médio e Ásia restaram sob a égide da Gulf Oil Internacional, ainda hoje controlada por acionistas privados de origem variada (Inglaterra, Índia, Península Arábica e Golfo Pérsico, Suíça e França). A Gulf voltou-se, desde então, a focar as atividades de comercialização de produtos e serviços automotivos de alta qualidade, formulação e produção de lubrificantes e aditivos de primeira linha e investimentos em refino, distribuição e revenda em mercados específicos.
Atualmente, a Gulf opera em mais de 100 países, tanto no mercado de combustíveis quanto de lubrificantes. Formula e produz mais de 400 lubrificantes e combustíveis de alta performance, além de outros produtos automotivos e industriais, com fábricas localizadas nos cinco continentes.

## Gulf no Brasil
A Companhia Brasileira de Petróleo Gulf esteve presente no mercado brasileiro entre 1936 e 1959. O início das operações da Gulf no Brasil deu-se no mesmo ano em que chegaram também a Shell, a Texaco e a Atlantic, e no mesmo ano da fundação da Ipiranga.

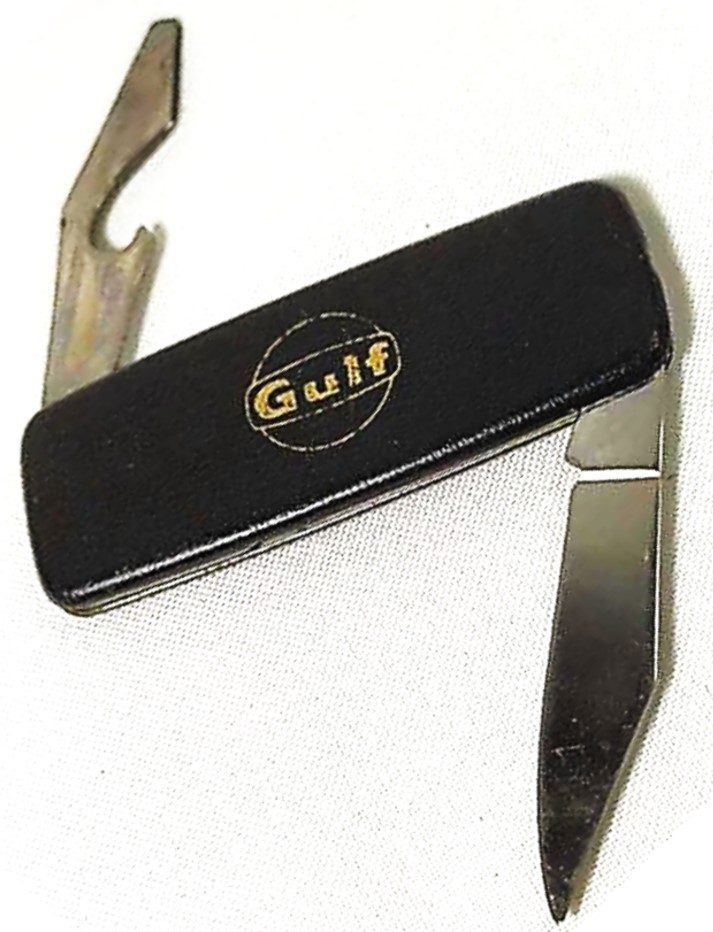
Canivete promocional do posto de gasolina "GULF", ofertado aos clientes nas suas filiais brasileiras

Até 1959 a Gulf Oil possuía uma ampla rede de postos de abastecimento automotivo, chegou a ter mais de 400 postos de gasolina no Brasil (um colosso para a época), além de sua própria refinaria de petróleo na cidade de Rio Grande, no Rio Grande do Sul. Todos os ativos da companhia no Brasil seriam comprados pela Ipiranga em 1959; representou o grande marco da transformação da empresa Ipiranga em um conglomerado nacional de petróleo e combustíveis.
A Gulf chegaria a retomar as operações no Brasil no início da década de 1990, quando comprou uma fábrica de lubrificantes na cidade de Ribeirão Pires, na Grande São Paulo, mas o negócio permaneceu de pouca robustez. Ocorreram problemas de má administração e falta de marketing. Em meados de 2003 a matriz decidiu vender a unidade e cancelar as suas atividades.
Apesar deste revês, em dezembro do ano de 2003, a subsidiária brasileira da Gulf Oil apresentaria um novo projeto de retomada dos negócios no país para a matriz da empresa, na Inglaterra. Em 2004, após décadas de afastamento do país, a Gulf Oil voltou ao Brasil com nova fórmula de negócios. Desta vez a companhia não adquiriu ativos no país, o trabalho ficou restrito ao licenciamento da marca, marketing, fornecimento das fórmulas dos negócios e dos produtos e controle de qualidade. De capital originariamente norte-americano, a companhia centenária hoje tem como principais acionistas investidores europeus, principalmente ingleses, indianos e do Oriente Médio, em sua maioria da Península Arábica; porém, a iniciativa de aumentar os investimentos no Brasil partiu basicamente de um grupo de investidores brasileiros, que aplicavam parte de seus recursos financeiros na compra de ações e títulos negociáveis da empresa no mercado financeiro.
As operações começaram com uma fábrica de lubrificantes terceirizada na região de Bauru, interior de São Paulo, operada por uma empresa chamada Ultrax.
Ainda no segundo semestre de 2004 a companhia pretendia começar a investir novamente no ramo de postos de gasolina, em primeiro lugar em áreas da Região Sul e Sudeste do país. Para atrair donos de postos e fazer terem interesse em adotar a bandeira Gulf, a empresa pretendia ofertar o financiamento para a reforma ou construção dos postos; viabilizando financiamentos no mercado internacional a juros abaixo dos praticados no mercado brasileiro.
A holding Novapar | Gulf Brasil é a licenciada exclusiva da marca, formulações, modelos e metodologias da Gulf Oil para o Brasil, e é coordenadora nacional da implantação e a operação das subsidiárias regionais responsáveis pelo suporte, representação comercial e licenciamento de marca junto a revendedores independentes locais. A nova holding brasileira atua também na análise, avaliação e operacionalização dos investimentos diretos da Gulf e seus acionistas no Brasil.
Nos últimos anos a Gulf fez uma parceria com a Fit Combustíveis, proprietária da Refinaria de Manguinhos, na cidade do Rio de Janeiro. A expectativa é que a parceria impulsione a cadeia produtiva já que a Fit é a maior distribuidora de combustíveis para postos de "bandeira branca" do Rio de Janeiro e São Paulo.
A principio, o objetivo da parceria é o eixo formado por Rio de Janeiro-São Paulo, onde se pretende ter mais de 200 postos de combustíveis com a marca Gulf até o final de 2024, com investimentos de quase R$ 700 milhões em todos os ativos da empresa relacionados ao negócio de postos de abastecimento, movimentando cerca de R$ 20 bilhões no mercado brasileiro.